# Hailey Duff (curler)
Hailey Duff (født 24. januar 1997) er en skotsk curler from Forfar. Hun er olympisk mester i curling for kvinder i 2022.
På internationalt plan er hun europamester i curling i 2021.